# Barracuda (album Boomdabash)
Barracuda è il quinto album in studio del gruppo musicale italiano Boomdabash, pubblicato il 15 giugno 2018 dalla Soulmatical.

## Descrizione
Composto da dodici brani, l'album è stato anticipato dal singolo omonimo e da Non ti dico no, quest'ultimo inciso insieme a Loredana Bertè. Inoltre è presente anche il singolo In un giorno qualsiasi, originariamente pubblicato nel corso del 2017.
Nel 2019 è stata pubblicata la Predator Edition dell'album, contenente il singolo Per un milione, classificatosi undicesimo al 69º Festival di Sanremo.

## Tracce

### Edizione standard
1. Gente del sud (feat. Rocco Hunt) – 2:47
2. Barracuda (feat. Jake La Furia & Fabri Fibra) – 3:43
3. Maria – 3:38
4. Oro & asfalto – 4:13
5. Non ti dico no (con Loredana Bertè) – 3:11
6. My Generation – 3:47
7. The Blind Man Story (feat. Sergio Sylvestre) – 3:43
8. Party – 3:36
9. Pon di riddim (feat. Alborosie) – 3:29
10. Il sole d'oriente – 3:31
11. In un giorno qualsiasi – 4:00
12. Boss – 2:54

### Predator Edition
1. Per un milione – 2:54
2. Gente del sud (feat. Rocco Hunt) – 2:47
3. Barracuda (feat. Jake La Furia & Fabri Fibra) – 3:43
4. Maria – 3:38
5. Oro & asfalto – 4:13
6. Non ti dico no (con Loredana Bertè) – 3:11
7. My Generation – 3:47
8. The Blind Man Story (feat. Sergio Sylvestre) – 3:43
9. Party – 3:36
10. Pon di riddim (feat. Alborosie) – 3:29
11. Il sole d'oriente – 3:31
12. In un giorno qualsiasi – 4:00
13. Boss – 2:54

## Classifiche
| Classifica (2018) | Posizione massima |
| ----------------- | ----------------- |
| Italia            | 17                |